# Hugues Roger
Hugues Roger (ur. w 1293, zm. 21 października 1363) – francuski kardynał. Młodszy brat papieża Klemensa VI.

## Życiorys
Urodził się w Maumont. Będąc kilkunastoletnim chłopcem wstąpił do zakonu benedyktynów w Tulle. W 1341 został opatem klasztoru Saint-Jean-de Angély w diecezji Saintes. Po wyborze jego starszego brata Pierre’a na papieża w maju 1342 szybko awansował w kościelnej hierarchii. 18 lipca 1342 został wybrany biskupem Tulle, nie zdążył jednak objąć diecezji ani przyjąć sakry biskupiej, gdyż już miesiąc później, na konsystorzu 20 września Klemens VI mianował go kardynałem prezbiterem S. Lorenzo in Damaso. Od tego czasu pracował w kurii papieskiej w Awinionie. Uczestniczył w konklawe 1352. W wyniku śmierci kardynała Guillaume d’Aure 3 grudnia 1353 stał się kardynałem protoprezbiterem. 4 września 1361 wybrano go kamerlingiem Św. Kolegium Kardynałów. Na konklawe 1362 został wybrany na papieża, odmówił jednak przyjęcia tej godności ze względu na zaawansowany wiek. Zmarł w klasztorze Motolieu w diecezji Carcassonne.